# Godynice (gromada)
Godynice – dawna gromada, czyli najmniejsza jednostka podziału terytorialnego Polskiej Rzeczypospolitej Ludowej w latach 1954–1972.
Gromady, z gromadzkimi radami narodowymi (GRN) jako organami władzy najniższego stopnia na wsi, funkcjonowały od reformy reorganizującej administrację wiejską przeprowadzonej jesienią 1954 do momentu ich zniesienia z dniem 1 stycznia 1973, tym samym wypierając organizację gminną w latach 1954–1972.
Gromadę Godynice siedzibą GRN w Godynicach utworzono – jako jedną z 8759 gromad na obszarze Polski – w powiecie sieradzkim w woj. łódzkim, na mocy uchwały nr 38/54 WRN w Łodzi z dnia 4 października 1954. W skład jednostki weszły obszary dotychczasowych gromad Godynice, Sokolonie, Zadębieniec i Lesiaki ze zniesionej gminy Brąszewice oraz obszar dotychczasowej gromady Starce (z wyłączeniem wsi Robaszew) ze zniesionej gminy Brzeźnio w tymże powiecie. Dla gromady ustalono 20 członków gromadzkiej rady narodowej.
1 stycznia 1958 do gromady Godynice przyłączono wieś Robaszew ze zniesionej gromady Grójec Wielki.
Gromada przetrwała do końca 1972 roku, czyli do kolejnej reformy gminnej.